# 1532

## Събития
- Май 23- Франсиско Писаро достига северното крайбрежие на Перу.